# Te leuk om waar te zijn
Te leuk om waar te zijn is een Nederlands televisieprogramma dat de eerste drie seizoenen werd uitgezonden door omroep TROS, het vierde en tevens laatste seizoen werd door AVROTROS op Z@PP uitgezonden.

## Concept
Twee panels van bekende Nederlanders raden welk van de getoonde homevideo-bloopers echt is, of te leuk is om waar te zijn. Mensen kunnen deze bloopers zelf insturen. Hiervoor wordt in het programma een e-mailadres getoond.
De teams krijgen in een serie rondes verschillende vragen:
- Hoe loopt een fragment af?
- Welk filmpje is echt en welk is nep?
- Welke homevideo is speciaal gemaakt door het Te Leuk Om Waar Te Zijn Stunt Team?
- Het sterke verhaal: waar of verzonnen?
- Weten mensen op straat altijd het juiste antwoord op makkelijke vragen of niet?

## Overzicht
| Seizoen | Presentatie             | Teamcaptains          |
| ------- | ----------------------- | --------------------- |
| 1       | Yolanthe Sneijder-Cabau | Horace Cohen Jan Smit |
| 2       | Yolanthe Sneijder-Cabau | Horace Cohen Ali B.   |
| 3       | Vivienne van den Assem  | Horace Cohen Ali B.   |
| 4       | Buddy Vedder            | Britt Dekker Donnie   |